# Liste der Baudenkmale in Derental
In der Liste der Baudenkmale in Derental sind die Baudenkmale der niedersächsischen Gemeinde Derental im Landkreis Holzminden aufgelistet.

## Allgemein
In den Spalten befinden sich folgende Informationen:
- Lage: die Adresse des Baudenkmales und die geographischen Koordinaten. Kartenansicht, um Koordinaten zu setzen. In der Kartenansicht sind Baudenkmale ohne Koordinaten mit einem roten Marker dargestellt und können in der Karte gesetzt werden. Baudenkmale ohne Bild sind mit einem blauen Marker gekennzeichnet, Baudenkmale mit Bild mit einem grünen Marker.
- Bezeichnung: Bezeichnung des Baudenkmales
- Beschreibung: die Beschreibung des Baudenkmales. Unter § 3 Abs. 2 NDSchG werden Einzeldenkmale und unter § 3 Abs. 3 NDSchG Gruppen baulicher Anlagen und deren Bestandteile ausgewiesen.
- ID: die Objekt-ID des Baudenkmales
- Bild: ein Bild des Baudenkmales, ggf. zusätzlich mit einem Link zu weiteren Fotos des Baudenkmals im Medienarchiv Wikimedia Commons. Wenn man auf das Kamerasymbol klickt, können Fotos zu Baudenkmalen aus dieser Liste hochgeladen werden:

## Derental

### Gruppe: WWG Lange Straße 15–19
Die Gruppe „WWG Lange Straße 15–19“ hat die ID 26973017.

| Lage                                        | Bezeichnung              | Beschreibung | ID       | Bild |
| ------------------------------------------- | ------------------------ | ------------ | -------- | ---- |
| Lange Straße 11 51° 41′ 42″ N, 9° 25′ 40″ O | Pfarrhaus                |              | 26793291 | BW   |
| Lange Straße 13 51° 41′ 42″ N, 9° 25′ 41″ O | Wohn-/Wirtschaftsgebäude |              | 26793307 | BW   |
| Lange Straße 13 51° 41′ 43″ N, 9° 25′ 41″ O | Zwischenbau              |              | 43631881 | BW   |
| Lange Straße 13 51° 41′ 43″ N, 9° 25′ 41″ O | Werkstatt                |              | 43631861 | BW   |
| Lange Straße 15 51° 41′ 42″ N, 9° 25′ 42″ O | Wohnhaus                 |              | 26793323 | BW   |
| Lange Straße 17 51° 41′ 43″ N, 9° 25′ 45″ O | Wohn-/Wirtschaftsgebäude | WWG I        | 26793340 | BW   |
| Lange Straße 17 51° 41′ 42″ N, 9° 25′ 44″ O | Wohn-/Wirtschaftsgebäude | WWG II       | 26793356 | BW   |
| Lange Straße 19 51° 41′ 43″ N, 9° 25′ 46″ O | Wohnhaus                 |              | 26793372 | BW   |
| Lange Straße 19 51° 41′ 43″ N, 9° 25′ 46″ O | Scheune                  |              | 26793388 | BW   |

### Gruppe: Wohnwirtschaftsgebäude Lange Str. 52
Die Gruppe „Wohnwirtschaftsgebäude Lange Str. 52“ hat die ID 26973006.

| Lage                                       | Bezeichnung              | Beschreibung | ID       | Bild |
| ------------------------------------------ | ------------------------ | ------------ | -------- | ---- |
| Lange Straße 52 51° 41′ 43″ N, 9° 26′ 2″ O | Wohn-/Wirtschaftsgebäude | WWG I        | 26793487 | BW   |
| Lange Straße 52 51° 41′ 43″ N, 9° 26′ 3″ O | Wohn-/Wirtschaftsgebäude | WWG II       | 26793503 | BW   |

### Einzeldenkmale
| Lage                                         | Bezeichnung              | Beschreibung               | ID       | Bild           |
| -------------------------------------------- | ------------------------ | -------------------------- | -------- | -------------- |
| An der Kirche 51° 41′ 43″ N, 9° 25′ 38″ O    | Kirche (Bauwerk)         | Kirche St. Markus Derental | 26793110 |                |
| An der Kirche 1 51° 41′ 42″ N, 9° 25′ 36″ O  | Wohn-/Wirtschaftsgebäude |                            | 26793142 | BW             |
| An der Kirche 3 51° 41′ 43″ N, 9° 25′ 36″ O  | Wohn-/Wirtschaftsgebäude |                            | 26793159 | BW             |
| An der Kirche 7 51° 41′ 44″ N, 9° 25′ 37″ O  | Wohn-/Wirtschaftsgebäude |                            | 26793176 | BW             |
| Lange Straße 1 51° 41′ 38″ N, 9° 25′ 29″ O   | Wohn-/Wirtschaftsgebäude |                            | 26793223 | BW             |
| Lange Straße 4 51° 41′ 36″ N, 9° 25′ 27″ O   | Wohn-/Wirtschaftsgebäude |                            | 26793240 | BW             |
| Lange Straße 4 51° 41′ 36″ N, 9° 25′ 28″ O   | Wohn-/Wirtschaftsgebäude |                            | 26793257 | BW             |
| Lange Straße 20 51° 41′ 40″ N, 9° 25′ 38″ O  | Fachwerkhaus             |                            | 26793404 | BW             |
| Lange Straße 32 51° 41′ 41″ N, 9° 25′ 46″ O  | Wohn-/Wirtschaftsgebäude |                            | 26793419 | BW             |
| Lange Straße 34 51° 41′ 41″ N, 9° 25′ 47″ O  | Wohn-/Wirtschaftsgebäude |                            | 26793436 | BW             |
| Lange Straße 40 51° 41′ 42″ N, 9° 25′ 53″ O  | Scheune                  |                            | 26793453 | BW             |
| Lange Straße 41 51° 41′ 44″ N, 9° 25′ 59″ O  | Wohn-/Wirtschaftsgebäude |                            | 26793470 | BW             |
| Lange Straße 54 51° 41′ 44″ N, 9° 26′ 4″ O   | Wohn-/Wirtschaftsgebäude |                            | 26793535 | BW             |
| Sollingstraße 10 51° 41′ 48″ N, 9° 26′ 12″ O | Wohn-/Wirtschaftsgebäude |                            | 26793552 | BW             |
| B 497 51° 43′ 44″ N, 9° 30′ 31″ O            | Steinmal                 | Bredenstein                | 26793193 | Weitere Bilder |